# Allison Feaster
Allison Sharlene Feaster, coniugata Strong (Chester, 11 febbraio 1976), è un'ex cestista statunitense naturalizzata francese, professionista nella WNBA.

## Carriera
È stata selezionata dalle Los Angeles Sparks al primo giro del Draft WNBA 1998 (5ª scelta assoluta).